# 喬治·米勒 (政治家)
喬治·米勒（英語：George Miller；1945年5月17日—）是美国的一位政治人物。在1975年至2015年期間，他是聯邦眾議員。他的選舉區位於加利福尼亚州，曾擔任第七選區和第十一選區的眾議員。他的黨籍是民主黨。在2007年至2011年，他眾議院教育委員會主席。2014年，他宣布不會尋求連任。